# Neryngowo
Neryngowo – wieś w Polsce położona w województwie wielkopolskim, w powiecie wrzesińskim, w gminie Września.
W latach 1975–1998 miejscowość administracyjnie należała do województwa poznańskiego.
W pobliżu miejscowości, choć formalnie na terenie wsi Gozdowo, był przystanek kolei wąskotorowej Neryngowo.